# Teen Vogue
Teen Vogue è una rivista statunitense mensile di moda e di attualità simile per contenuti a Vogue ma destinata a un pubblico più giovane. Una volta all'anno viene organizzata una festa per la pubblicazione in autunno dell'edizione speciale, Teen Vogue Young Hollywood a Los Angeles.